# Metangela calliptera
Metangela calliptera är en tvåvingeart som beskrevs av Rubsaamen 1894. Metangela calliptera ingår i släktet Metangela och familjen sorgmyggor. Inga underarter finns listade i Catalogue of Life.